# La Rue sans nom (roman)
Pour les articles homonymes, voir La Rue sans nom.
La Rue sans nom  est un roman de Marcel Aymé publié en juin 1930 à Paris, chez Gallimard.

## Résumé
Cette rue aux logements misérables est habitée principalement par des ouvriers. On y boit beaucoup au café Minche. Le café étant un refuge contre la misère des taudis. La partie la plus sordide est habitée par des immigrés italiens, maçons ou terrassiers, victimes de la xénophobie de Français à peine mieux lotis qu'eux. Les querelles éclatent pour un rien entre Français et Italiens, notamment pour des rivalités amoureuses.

## Traitement littéraire
Le roman contient de remarquables descriptions comme celle du départ des travailleurs le matin : « Entre cinq et six heures, la rue bruissait de voix mornes et de semelles traînées ; les hommes sortaient des maisons, engourdis de chaleur, pour arriver dans les usines du lointain à l'heure où le jour se lèverait. La paupière lourde encore de sommeil, résignés aux habitudes nécessaires, ils s'en allaient à la peine monotone qui faisait pain pour tous les jours… » Un peu plus loin, celle des Italiens : « maçons ou terrassiers, ils travaillaient dans les fondrières désolées à construire une ville triste, prévue pour des nombres, un vaste hangar de main-d'œuvre. Ils habitaient dans les dernières maisons de la rue, les plus délabrées… »
Le drame couve cependant sous deux formes : la démolition du quartier dont tous les habitants, italiens ou non, seront expulsés, et la cavale d'un mystérieux personnage qui est venu se réfugier là avec son enfant et dont on comprend qu'il est recherché par la police après son évasion.

## Éditions
- 1930 : La Rue sans nom, Paris, Gallimard, 1930, 254  p. (BNF 41621326)
- 1979 : La Rue sans nom, Paris, Gallimard, coll. « Folio » no 1125, 1979, 216 p.  (ISBN 2-07-037125-5)
- 1989 : La Rue sans nom, dans Œuvres romanesques complètes, tome I, Paris, Gallimard, coll. « Bibliothèque de la Pléiade » no 352, édition présentée, établie et annotée par Yves-Alain Favre  (ISBN 2-07-011157-1)

## Récompense
Il existe une idée reçue, largement relayée par la critique, selon laquelle ce roman aurait reçu le prix du roman populiste en 1930, ce qui est faux,.

## Adaptation
Le roman a été adapté au cinéma en 1933 par Pierre Chenal : La Rue sans nom.